# 17 августа
17 августа — 229-й день года (230-й в високосные годы) по григорианскому календарю.
До конца года остаётся 136 дней.
До 15 октября 1582 года — 17 августа по юлианскому календарю, с 15 октября 1582 года — 17 августа по григорианскому календарю.
В XX и XXI веках соответствует 4 августа по юлианскому календарю.

## Праздники и памятные дни

### Национальные
- Габон — День независимости
- Индонезия — День независимости
- Словения — День воссоединения словенцев Прекмурья с материнским народом

### Религиозные
Православие
- Память семи отроков, иже во Ефесе: святых Максимилиана, Иамвлиха, Мартиниана, Иоанна, Дионисия, Ексакустодиана (Константина) и Антонина (ок. 250);
- память преподобномученицы Ии Персидской (362—364);
- память мученика Елевферия Византийского (IV в.);
- обретение мощей праведного Алексия Бортсурманского, пресвитера (2000);
- память преподобномученика Михаила (Жука), иеромонаха, мучеников Симеона Воробьёва и Димитрия Воробьёва (1937);
- празднование в честь Казанской (Пензенской) иконы Божией Матери (1717).

### Именины

#### Католические
- Амор[4][5], Клара[6].

#### Православные
Дата по новому стилю:
Мужские
- Андрей
- Антонин — Антонин Эфесский;
- Димитрий — мученик Димитрий (Воробьёв);
- Дионисий (Дионис, Денис) — Дионисий Эфесский;
- Ексакустодиан — Ексакустодиан (Константин) Эфесский;
- Елевферий (Елеферий, Алферий, Алфер) — мученик Елевферий Кувикуларий;
- Иамвлих (Иамблих, Ямблих, Амблих) — Иамвлих Эфесский;
- Иоанн (Иван):
  - Иоанн Эфесский;
  - Иоанн Монах, архиепископ Эфесский;
  - Иоанн Новый, архиепископ Эфесский;
- Константин — см. выше (Ексакустодиан);
- Максимилиан — Максимилиан Эфесский;
- Мартиниан (Мартьян) — Мартиниан Эфесский;
- Михаил — священномученик Михаил (Жук);
- Симеон — мученик Симеон (Воробьёв);
- Фафуил — мученик Фафуил.

Женские
- Дария (Дарья)
- Евдокия (Авдотья, Ия) — преподобномученица Евдокия (Ия).

## События
См. также: Категория:События 17 августа

### До XIX века
- 682 — начало понтификата Льва II.
- 986 — Болгаро-византийские войны: битва у Траяновых Ворот.
- 1424 — Столетняя война: битва при Вернёе в Нормандии, англичане разбили объединённую французско-шотландскую армию.
- 1502 — Христофор Колумб объявил Гондурас собственностью Испании.
- 1585 — Нидерландская революция: завершилась осада Антверпена, продолжавшаяся более года.
- 1668 — землетрясение в Северной Анатолии, более 8000 погибших.
- 1740 — папой римским избран Бенедикт XIV (Просперо Лоренцо Ламбертини).
- 1771 — английский учёный Джозеф Пристли открыл фотосинтез, обнаружив, что воздух, испорченный горением или дыханием, становится вновь пригодным для дыхания под действием зелёных частей растений.
- 1787 — в Будапеште евреям разрешено собираться вместе для молитв.

### XIX век
- 1807 — Роберт Фултон отправился в плавание на первом американском пароходе «North River Steamboat».
- 1808 — Русско-шведская война: сражение при Алаво, победа шведов.
- 1812
  - Сражение под Смоленском.
  - Первое сражение под Полоцком.
  - Император Александр I назначил главнокомандующим всеми русскими армиями и ополчением Михаила Кутузова.
- 1892 — заключение тайной военной конвенции России и Франции.
- 1896 — Бриджет Дрисколл стала первой в истории жертвой наезда автомобиля.

### XX век
- 1913 — Департамент образования Онтарио (Канада) запретил использование французского языка в школах в качестве основного языка.
- 1914 — во Львове создан добровольческий легион «Украинские сечевые стрельцы».
- 1918 — гетман Скоропадский установил по Украине 8-часовой рабочий день.
- 1928 — в Москве открыт стадион «Динамо».
- 1933 — испытана первая советская ракета на жидком топливе.
- 1934 — Первый Всесоюзный съезд писателей СССР.
- 1939 — открытое письмо Фёдора Раскольникова Сталину.
- 1942
  - Немецкая подводная лодка U-209 разгромила караван безоружных судов в районе острова Матвеев.
  - Рейд на атолл Макин.
- 1943 — налёт авиации США и Великобритании на Швайнфурт и Регенсбург.
- 1945 — Индонезия объявила о независимости от Нидерландов.
- 1948 — правительство Израиля приняло закон, объявляющий банкноты Англо-Палестинского банка законным платёжным средством.
- 1950 — Республика Соединённые Штаты Индонезии преобразована в унитарное государство — Республику Индонезию.
- 1952 — в Москве начался первый чемпионат мира по волейболу среди женщин.
- 1957 — столкновение двух Ил-14 над Киевом, погибли 15 человек.
- 1958 — лидер Китая Мао Цзэдун объявил начало политики «большого скачка».
- 1960 — Габон объявил о независимости от Франции.
- 1961 — в СССР создана система Гражданской обороны.
- 1962 — первый убитый (Петер Фехтер (Peter Fechter)) при попытке перехода Берлинской стены.
- 1963 — затонул паром, соединявший несколько дальних островов возле Окинавы, погибло 112 человек.
- 1964 — Брюс Ли женился на Линде Кедвелл.
- 1965 — Вьетнамская война: на полуострове Вантыонг началась операция «Starlite», первая крупная наземная операция войск США во Вьетнаме.
- 1967 — американский боксёр Мухаммед Али женился на ортодоксальной мусульманке, подтвердив свой переход в ислам.
- 1968 — список самых популярных пластинок возглавили «The Doors» с альбомом «Waiting for the Sun».
- 1969 — ураган Камилла пронёсся по Миссисипи, погибло 248 человек.
- 1970 — программа «Венера»: запуск аппарата Венера-7, первого успешно передавшего данные с поверхности другой планеты — Венеры.
- 1974 — в Гаване открылся первый чемпионат мира по боксу среди любителей.
- 1977
  - Советский атомный ледокол «Арктика» первым из надводных кораблей достиг Северного полюса Земли.
  - Обрушение моста на станции Пушкино, 23 погибших.
- 1978 — на вооружение ВВС США принят истребитель F-16.
- 1984 — жена Андрея Сахарова Елена Боннэр приговорена к 5 годам ссылки в Горьком «за клеветнические измышления в адрес государства».
- 1988 — создано Всероссийское общество инвалидов.
- 1991 — на секретном совещании в Москве принято решение о начале действий ГКЧП 18 августа.
- 1992 — создано Сообщество развития Южной Африки.
- 1998
  - Президент США Билл Клинтон дал показания большому жюри о своих отношениях с Моникой Левински.
  - Правительство Российской Федерации объявило дефолт. Начало экономического кризиса в РФ.
- 1999
  - Измитское землетрясение в Турции магнитудой 7.6, более 17 тыс. погибших.
  - ликвидировано Киевское высшее инженерное радиотехническое училище ПВО (КВИРТУ ПВО).
- 2000 — американская певица Тина Тёрнер дала свой последний большой концерт в Европе.

### XXI век
- 2008 — американский пловец Майкл Фелпс стал первым спортсменом в истории, выигравшим 8 золотых медалей на одних Олимпийских играх.
- 2009
  - Теракт в Назрани (Россия, Ингушетия), в результате которого 25 человек погибли, 136 были ранены[8].
  - Техногенная авария на Саяно-Шушенской ГЭС, в результате которой погибло 75 человек.
- 2012 — вынесен приговор по делу Pussy Riot.
- 2015 — теракт в Ратчапрасоне в Бангкоке, 19 погибших.
- 2017 — теракт в Барселоне, организованный боевиками «Исламского государства».
- 2019 — взрыв бомбы во время свадьбы в Кабуле, 92 погибших, более 140 раненых.
- 2022 — ВС РФ нанесли ракетный удар по общежитиям в Харькове в результате которого 27 человек погибло и 44 было ранено.

## Родились
См. также: Категория:Родившиеся 17 августа

### До XIX века
- 1465 — Филиберт I (ум. 1482), герцог Савойи.
- 1586 — Иоганн Валентин Андреэ (ум. 1654), немецкий теолог, писатель, математик.
- 1601 — Пьер Ферма (ум. 1665), французский математик, создатель аналитической геометрии и теории чисел.
- 1629 — Ян III Собеский (ум. 1696), польский полководец, король Польши, великий князь Литовский (1674—1696).
- 1686 — Никола Порпора (ум. 1768), итальянский композитор.
- 1763 — Дмитрий Сенявин (ум. 1831), русский флотоводец, адмирал.
- 1786
  - Дэви Крокетт (ум. 1836), американский пионер, путешественник и военный, ставший персонажем фольклора США.
  - Виктория Саксен-Кобург-Заальфельдская (ум. 1861), мать королевы Великобритании Виктории.
- 1787 — Максим Воробьёв (ум. 1855), живописец, один из зачинателей русского романтического пейзажа.
- 1798
  - Антон Дельвиг (ум. 1831), российский поэт, автор романсов, издатель, друг А. С. Пушкина.
  - Павел Демидов (ум. 1840), русский предприниматель и государственный деятель.
  - Томас Ходжкин (ум. 1866), английский врач, пионер в области профилактической медицины.

### XIX век
- 1824 — Пьер Мартен (ум. 1915), французский металлург, изобретатель мартеновской печи.
- 1844 — Елизавета Водовозова (ум. 1923), русская детская писательница, педагог, мемуаристка.
- 1857 — Ян Цепляк (ум. 1926), польский священник, первый епископ Войска Польского, католический митрополит Могилевский (1917—1924).
- 1878 — Пауль Людвиг Троост (ум. 1934), немецкий архитектор.
- 1879 — Александр Дутов (ум. 1921), атаман Оренбургского казачьего войска, герой Гражданской войны в России, участник Белого движения.
- 1887
  - Карл I (ум. 1922), последний император Австро-Венгрии (1916—1918).
  - Адриан Фоккер (ум. 1972), нидерландский физик.
- 1890 — Гарри Гопкинс (ум. 1946), американский государственный деятель, ближайший советник президента Франклина Рузвельта.
- 1893 — Мэй Уэст (ум. 1980), американская киноактриса, писательница, певица (фильмы «Я не ангел», «Жар плоти не остановить» и др.).
- 1896 — Лотта Якоби (ум. 1990), американский фотограф.
- 1898 — Матвей Захаров (ум. 1972), Маршал Советского Союза, дважды Герой Советского Союза.

### XX век
- 1906 — Марселу Каэтану (ум. 1980), португальский юрист, политик и государственный деятель, премьер-министр Португалии (1968—1974). Один из руководителей Нового государства, преемник Антониу ди Оливейры Салазара в должности главы правительства.
- 1911 — Михаил Ботвинник (ум. 1995), советский шахматист, 6-й чемпион мира.
- 1913 — Марк Фелт (ум. 2008), сотрудник ФБР, «сливавший» информацию американским журналистам (под псевдонимом Глубокая глотка), которую те публиковали в виде журналистских расследований об Уотергейтском скандале.
- 1922 — Олег Коротцев (ум. 2011), советский и российский астроном, автор книг на военно-исторические и естественно-научные темы.
- 1926 — Цзян Цзэминь (ум. 2022), генеральный секретарь ЦК КПК (1989—2002), председатель КНР (1993—2003).
- 1929 — Фрэнсис Пауэрс (ум. 1977), американский пилот-разведчик.
- 1932
  - Видиадхар Найпол (ум. 2018), английский писатель индийского происхождения, лауреат Нобелевской премии (2001).
  - Руй Мануэл Патрисиу (ум. 2024), португальский учёный и государственный деятель, министр иностранных дел Португальской республики (1970—1974).
- 1935
  - Каталин Сёке (ум. 2017), венгерская пловчиха, двукратная олимпийская чемпионка (1952).
  - Олег Табаков (ум. 2018), актёр театра и кино, народный артист СССР, художественный руководитель МХТ им. Чехова.
- 1936 — Джулио Могол, итальянский поэт-песенник.
- 1937 — Спирос Фокас (ум. 2023), греческий актёр, наиболее известный по участию в европейских и голливудских фильмах.
- 1938 — Валерий Левенталь (ум. 2015), театральный художник, сценограф, педагог, народный художник СССР.
- 1939 — Валерий Гаврилин (ум. 1999), композитор, народный артист РСФСР.
- 1941 — Николай Губенко (ум. 2020), актёр и режиссёр театра и кино, сценарист, народный артист РСФСР, министр культуры СССР (1989—1991), режиссёр Театра на Таганке.
- 1942 — Муслим Магомаев (ум. 2008), советский, азербайджанский и российский оперный и эстрадный певец (баритон), народный артист СССР.
- 1943
  - Ильхама Гулиева (ум. 2016), азербайджанская певица, народная артистка Азербайджана.
  - Юкио Касая (ум. 2024), первый японский спортсмен, одержавший победу на зимней Олимпиаде (прыжки с трамплина).
  - Роберт Де Ниро, американский киноактёр, режиссёр, продюсер, обладатель премий «Оскар» и «Золотой глобус».
- 1944 — Реджеп Мейдани, албанский физик и политик, президент Албании (1997—2002).
- 1952
  - Гильермо Вилас, аргентинский теннисист, 4-кратный победитель турниров Большого шлема.
  - Нельсон Пике, бразильский автогонщик, трёхкратный чемпион «Формулы-1».
  - Хайнер Геббельс, немецкий композитор, музыкант, режиссёр музыкального театра, театральный педагог.
- 1953 — Драган Кичанович, югославский (сербский) баскетболист, олимпийский чемпион (1980), чемпион мира и Европы.
- 1955 — Машраб Кимсанов (ум. 2024), советский и узбекский актёр, заслуженный артист Узбекистана (1999).
- 1956 — Вида Беселене, советская литовская баскетболистка, олимпийская чемпионка (1980), чемпионка мира и Европы.
- 1958 — Белинда Карлайл, американская певица, автор песен.
- 1959 — Дэвид Кореш (наст. имя Вернон Уэйн Хауэлл; погиб в 1993), лидер секты «Ветвь Давидова», сгоревший со своими последователями в осаждённой ФБР усадьбе.
- 1960 — Шон Пенн, американский актёр, кинорежиссёр, сценарист, обладатель «Оскара», «Золотого глобуса» и др. наград.
- 1963 — Николай Добрынин, советский и российский актёр театра и кино, заслуженный артист РФ.
- 1964
  - Наталья Ветлицкая, советская и российская певица.
  - Жоржиньо, бразильский футболист, чемпион мира (1994).
- 1966 — Mister Cee (имя при рождении Кельвин Лебрен р. 1966), американский диджей, телеведущий, музыкальный продюсер и радиоведущий.
- 1968
  - Андрей Кузьменко (псевдоним Кузьма Скрябин; ум. 2015), украинский певец, писатель, телеведущий, продюсер, актёр, лидер группы «Скрябін».
  - Аня Фихтель, немецкая фехтовальщица на рапирах, двукратная олимпийская чемпионка, многократная чемпионка мира.
- 1970
  - Джим Курье, американский теннисист, победитель 4 турниров Большого шлема, бывшая первая ракетка мира.
  - Эйвинн Леонардсен, норвежский футболист.
- 1974 — Лариса Черникова, российская певица.
- 1976 — Сергей Закарлюка (погиб 2014), украинский футболист и тренер.
- 1977
  - Тьерри Анри, французский футболист, чемпион мира (1998).
  - Тарья Турунен, финская рок-певица, пианистка и композитор, бывшая вокалистка группы Nightwish.
- 1978 — Стене Вибеке, бывшая вокалистка норвежской симфо-готик-метал-группы Tristania.
- 1980 — Лене Марлин, норвежская поп-певица, автор песен.
- 1984 — Оксана Домнина, российская фигуристка (танцы на льду), чемпионка мира (2009), призёр Олимпийских игр 2010 года.
- 1986 — Руди Гэй, американский баскетболист, двукратный чемпион мира.
- 1988 — Мухаммад Эмвази (Джихадист Джон, убит 2015), палач «Исламского государства».
- 1989 — Lil B (Брэндон Кристофер Маккартни), американский рэпер.
- 1990 — Рейчел Херд-Вуд, британская актриса и модель.
- 1993
  - Сара Шёстрём, шведская пловчиха, олимпийская чемпионка, многократная чемпионка мира и Европы.
  - Эдерсон (Эдерсон Сантана ди Мораес), бразильский футболист, вратарь.
  - Mary Gu, российская певица, блогер.
- 1994 — Таисса Фармига, американская актриса, известная по сериалу-антологии «Американская история ужасов».
- 2000 — Lil Pump (Газзи Гарсия), американский рэпер.

## Скончались
См. также: Категория:Умершие 17 августа

### До XIX века
- 1553 — Карл III Савойский (также Карл Добрый; р. 1486), герцог Савойский (с 1504).
- 1673 — Ренье де Грааф (р. 1641), нидерландский анатом и физиолог.
- 1758 — Степан Апраксин (р. 1702), генерал-фельдмаршал, главнокомандующий русской армией на начальном этапе Семилетней войны (1756—1757).
- 1768 — Василий Тредиаковский (р. 1703), писатель, придворный поэт при императрице Анне Иоанновне.
- 1786 — Фридрих II Великий (р. 1712), прусский король (с 1740), полководец.
- 1793 — Анри Жозеф Дюлоран (наст. фамилия Лоран; р. 1719), французский писатель и философ, бывший монах.

### XIX век
- 1838 — Лоренцо да Понте (р. 1749), итальянский либреттист и переводчик.
- 1850 — Хосе Сан-Мартин (р. 1778), руководитель войны за независимость испанский колоний в Южной Америке.
- 1880 — Уле Булль (р. 1810), норвежский скрипач, композитор, фольклорист.
- 1886 — Александр Бутлеров (р. 1828), русский химик-органик, общественный деятель.
- 1887 — Агатон Гиллер (р. 1831), польский политик, революционер, журналист.
- 1898 — Карл Целлер (р. 1842), австрийский композитор, классик венской оперетты.

### XX век
- 1916 — Умберто Боччони (р. 1882), итальянский художник, скульптор и теоретик футуризма.
- 1930 — Николай Шилов (р. 1872), русский советский физико-химик, профессор.
- 1934 — Александр Борисов (р. 1866), русский художник, писатель, исследователь, первый живописец Арктики.
- 1946 — Алексей Судаев (р. 1912), советский оружейник, создатель пистолета-пулемёта ППС-43.
- 1955 — Фернан Леже (р. 1881), французский живописец и скульптор, мастер декоративного искусства.
- 1957 — Антанас Жукаускас-Венуолис (р. 1882), литовский советский писатель.
- 1958 — Флоран Шмитт (р. 1870), французский композитор, музыкальный критик и педагог.
- 1959 — Карел Куттельвашер (р. 1916), чехословацкий лётчик-ас Второй мировой войны.
- 1963 — Ричард Бартелмесс (р. 1895), американский киноактёр и продюсер, один из основателей Американской киноакадемии.
- 1969
  - Людвиг Мис ван дер Роэ (р. 1886), немецкий архитектор-модернист.
  - Отто Штерн (р. 1888), немецко-американский физик, лауреат Нобелевской премии (1943).
- 1972 — погиб Александр Вампилов (р. 1937), русский советский прозаик и драматург.
- 1977 — Павел Серебряков (р. 1909), русский советский пианист, педагог, народный артист СССР.
- 1978 — Вера Марецкая (р. 1906), актриса театра и кино, народная артистка СССР, Герой Социалистического Труда.
- 1982
  - Евгений Пермяк (наст. фамилия Виссов; р. 1902), русский советский писатель и драматург, журналист, режиссёр.
  - Игорь Шамо (р. 1925), украинский советский композитор, народный артист УССР.
- 1983 — Георгий Щукин (р. 1925), советский кинорежиссёр, сценарист, художник.
- 1986 — Евгений Тареев (р. 1895), терапевт, академик АМН СССР, лауреат Ленинской премии.
- 1987
  - Кларенс Браун (р. 1890), американский кинорежиссёр и продюсер.
  - Рудольф Гесс (р. 1894), личный секретарь Адольфа Гитлера (с 1925), его заместитель по НСДАП (с 1933).
- 1988 — Мухаммед Зия-уль-Хак (р. 1924), пакистанский военный и политический деятель, президент Пакистана (1978—1988).
- 1998 — погибли:
  - Владислав Комар (р. 1940), польский спортсмен в толкании ядра;
  - Тадеуш Слюсарский (р. 1950), польский спортсмен в прыжках с шестом, олимпийский чемпион (1976).
- 1999 — Райнер Климке (р. 1936), немецкий конник, мастер выездки, 6-кратный олимпийский чемпион.

### XXI век
- 2002 — Валентин Плучек (р. 1909), театральный режиссёр, актёр, Народный артист СССР (1974).
- 2010
  - Франческо Коссига (р. 1928), итальянский политик, 8-й Президент Италии (1985—1992).
  - Олесь Ульяненко (наст. имя Александр Ульянов; р. 1962), украинский писатель.
- 2021 — Николай Куимов (р. 1957), российский лётчик-испытатель первого класса, шеф-пилот ПАО «Ил». Герой Российской Федерации (2006).
- 2024 — Борис Быстров (р. 1945), советский и российский актёр театра, кино и дубляжа, диктор, Народный артист Российской Федерации (2001).

## Приметы
- Пришла Авдотья — убирай чеснок и лук, срывай огурцы.
- Какова Авдотья — таков и ноябрь.
- Авдотья Огуречница семь дождей несёт[9].